# New Kensington
New Kensington är en stad (city) i Westmoreland County i delstaten Pennsylvania. Enligt 2010 års folkräkning hade New Kensington 13 116 invånare.

## Kända personer från New Kensington
- Eddie Adams, fotograf
- Stephanie Kwolek, kemist